# Cambeda
Cambeda (llamada oficialmente San Xoán de Cambeda) es una parroquia y una aldea española del municipio de Vimianzo, en la provincia de La Coruña, Galicia.

## Entidades de población
Entidades de población que forman parte de la parroquia:
- Cambeda
- Castiñeira
- Caxadas
- Cubes
- Ogas
- Paizás
- Piñeiros
- Rasamonde
- Sanfíns

## Demografía

### Parroquia
| Gráfica de evolución demográfica de Cambeda (parroquia) entre 2000 y 2019 |
|                                                                           |
| Datos según el nomenclátor publicado por el INE.                          |

### Aldea
| Gráfica de evolución demográfica de Cambeda (aldea) entre 2000 y 2019 |
|                                                                       |
| Datos según el nomenclátor publicado por el INE.                      |